# Синтре (Ер и Лоар)
Синтре (фр. Cintray) насеље је и општина у централној Француској у региону Центар (регион), у департману Ер и Лоар која припада префектури Шартр.
По подацима из 2011. године у општини је живело 425 становника, а густина насељености је износила 106,25 становника/km². Општина се простире на површини од 4 km². Налази се на средњој надморској висини од 157 метара (максималној 166 m, а минималној 148 m).

## Демографија
| 1962. | 1968. | 1975. | 1982. | 1990. | 1999. | 2011. |
| ----- | ----- | ----- | ----- | ----- | ----- | ----- |
| 83    | 101   | 193   | 230   | 273   | 388   | 425   |

График промене броја становника у току последњих година